# 裹腳布
裹脚布，是裹脚用的布。其主要来源于中国封建社会以女子足小为美的传统，女子的家中长辈或父母在女子六七岁时用长布将女子的脚紧紧裹住，直至其骨折变形变小，裹其脚的布就叫做裹脚布。
据传说，裹脚的传统来自于南唐后主李煜，李煜喜欢小脚的女人，便命令他的一位妃嫔裹脚，从此社会上就兴起了裹脚的风气。而此种风气在经历了宋明理学时期后发展更盛。在现代社会中，裹脚普遍被认为是陋习，是对妇女精神上和身体上的迫害。